# Majesty and Decay
A Majesty and Decay az Immolation zenekar nyolcadik albuma, mely 2010. március 9-én jelent meg a Nuclear Blast Records gondozásában. A Paul Orofino producerkedésével készült album Európában március 5-én, az Amerikai Egyesült Államokban március 9-én jelent meg.
Az album pozitív kritikákban részesült, Alex Henderson az AllMusic kritikusa 3.5 csillaggal jutalmazta a lehetséges ötből, és kijelentette, hogy a Majesty and Decay ugyan nem az együttes legjobb vagy legfontosabb lemeze, de a korongon hallható teljesítmény miatt tiszteletet érdemel a zenekar. A Blabbermouth kritikája, úgy jellemezte az albumot, mint egy meglehetősen alábecsült zenekar kiváló alkotását, de az About.com is pozitívan cikkezett a korong kapcsán. A metalunderground.com kritikája kijelentette, hogy az együttes megőrizte jellegzetes zenei stílusát, de apró újdonságokkal sikerült színesebbé tenni az összképet. A cikk külön kiemelte Steve Shalaty dobjátékát és Ross Dolan énekteljesítményét.

## Számlista
1. Intro – 1:19
2. The Purge – 3:19
3. A Token of Malice – 2:41
4. Majesty and Decay – 4:29
5. Divine Code – 3:39
6. In Human Form – 4:04
7. A Glorious Epoch – 4:38
8. Interlude – 2:04
9. A Thunderous Consequence – 3:59
10. The Rapture of Ghosts – 5:19
11. Power and Shame – 3:44
12. The Comfort of Cowards – 5:52

## Közreműködők
- Ross Dolan – ének, basszusgitár
- Robert Vigna – gitár
- Bill Taylor – gitár
- Steve Shalaty – dob

## További tudnivalók
Az albumot a New York-i Millbrook Sound stúdióban rögzítették Paul Orofino producer segítségével. A keverést Zack Ohren végezte, aki olyan zenekarokkal dolgozott korábban, mint a Decrepit Birth, a Suffocation vagy az All Shall Perish. A borítót Par Olofsson tervezte és készítette. 
z album 10 dalt tartalmaz és két intrót. A Majesty and Decay album a harmadik a sorban, melyet ugyanazon felállás rögzített és egyben az első, melyet a Nuclear Blast Records kiadó jelentetett meg.